# Ranger und Rover

Zeichen der Ranger- und Roverstufe des BdP

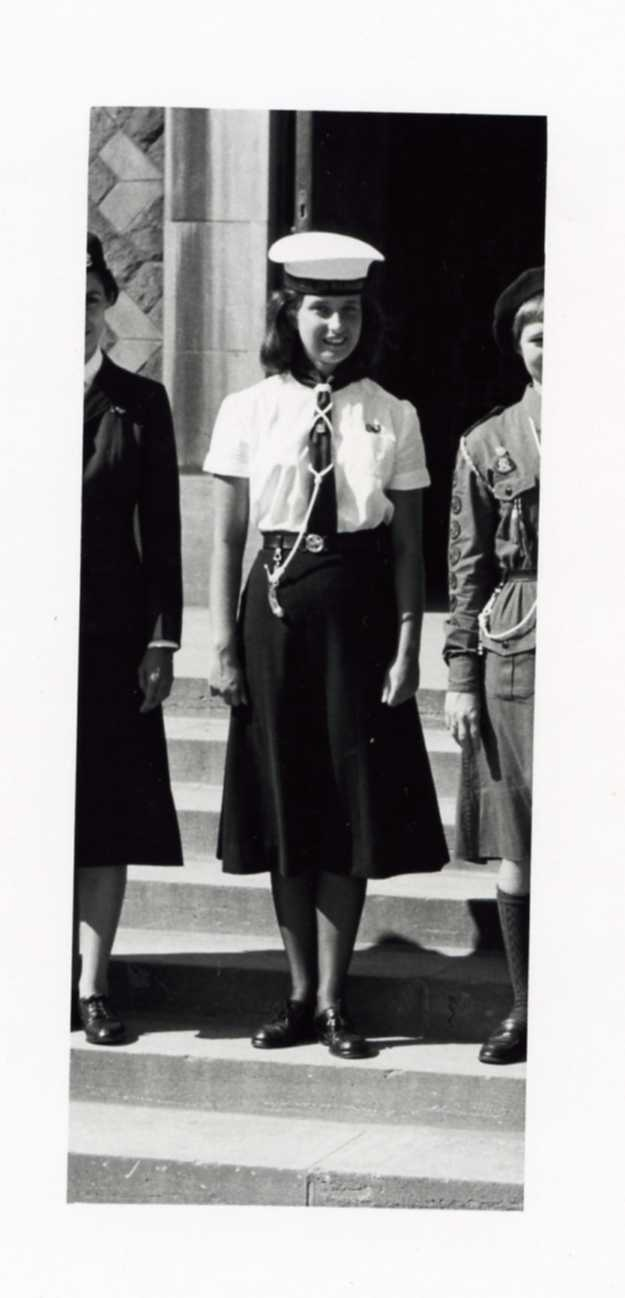
Uniformierte Seepfadfinderin der Ranger-Stufe, Kanada, circa 1958

Ranger und Rover (kurz: R/R oder Ra/Ro) ist die Bezeichnung für die Altersstufe der etwa Achtzehn- bis Fünfundzwanzigjährigen in der Pfadfinderbewegung. Je nach verbandlicher Ausgestaltung können diese Altersgrenzen nach unten (insbesondere in Mitteleuropa) oder nach oben variieren.
In der internationalen Pfadfinderbewegung sind Ranger die weiblichen Mitglieder dieser Stufe und Rover die männlichen. Häufig wird die Stufe deshalb als Ranger/Rover-Stufe bezeichnet. Aufgrund der Geschichte mancher Bünde existieren zum Teil auch nur die Begriffe Ranger oder Rover für die ganze Stufe.
Die Ranger/Rover organisieren sich selber in Runden bzw. Rotten von fünf bis zwölf Mitgliedern und können damit als Sippen der R/R-Stufe betrachtet werden. Die Mitglieder dieser Kleingruppen sind selbstständiger als in den jüngeren Stufen und übernehmen häufig schon Leitungsaufgaben im Stamm. Obwohl dies in den meisten Verbänden im deutschsprachigen Raum so gehandhabt wird, lehnen einige Verbände wie beispielsweise die Deutsche Pfadfinder*innenschaft Sankt Georg die Mitgliedschaft in der Roverstufe und die gleichzeitige Übernahme von Verantwortung aus pädagogischen Erwägungen ab.
Alle vier Jahre findet ein großes internationales Treffen der Ranger und Rover, ein so genanntes World Scout Moot, statt. Daneben werden nationale Moots organisiert, beispielsweise ein Australian Rover Moot, sowie regionale Moots wie z. B. der Moot Scout Panamericano in Costa Rica.
Auf das Ausscheiden aus der Ranger-/Rover-Stufe kann die Mitgliedschaft in einer Altpfadfinderorganisation folgen (in Österreich Pfadfinder-Gilde Österreichs, in Deutschland Verband Deutscher Altpfadfindergilden) oder die Übernahme von Leitungsaufgaben im jeweiligen Verband.

## Etymologie
- Rover von engl. „rover“ bedeutet so viel wie „Wandernder, Vagabund“. Es stammt vom altenglischen Verb rēofan „brechen, zerreißen“. Vgl. auch aengl. rēaf „Raub, Beute“.[1] und bezeichnete im Frühmittelalter einen Räuber. Im Mittelniederländischen hieß rover „Räuber, Raubtier, Plünderer“. Der Pirat oder Seeräuber hieß mnl. „zeerovere“. Das deutsche Wort „raufen“ ist selben Ursprungs.

- Ranger von engl. „ranger“ bedeutet so viel wie „Förster, Wildhüter, Feldhüter“ und stammt aus dem Mittelenglischen; (spätes 14. Jh.) und bedeutete „Wildhüter eines Bereiches“. Vgl. auch engl. Range. Bezeugt im Jahr 1660 im Sinne von „Mann der (oft reitend) ein Gebiet überwacht“.[2] Die Aufgabe der spätmittelalterlichen englischen Ranger war das Setzen, Erhalten und Fällen verschiedener Nutzhölzer, sowie der „Kampf“ gegen Wilderer in den Wäldern ihrer adeligen Herren.